# Fremont Troll

Plaque informative sur le Fremont Troll.

Le Fremont Troll (« troll de Fremont ») est une sculpture située sous la partie nord du George Washington Memorial Bridge, dans le quartier de Fremont, à Seattle. L'avenue située au-dessus a été renommée Troll Avenue en 2005.
Inspirée du conte populaire norvégien Les Trois Boucs bourrus, la sculpture est le résultat d'un concours organisé par le Fremont Arts Council (en) en 1989-1990 afin de redynamiser cette zone située sous le pont afin qu'elle ne soit pas utilisée par des dealers. Les artistes sont Steve Badanes (en), Will Martin, Donna Walter et Ross Whitehead.
Le public peut monter sur cette statue, qui mesure 5,5 mètres.
Il s'agit d'un troll en béton armé qui tient dans sa main une véritable Volkswagen Coccinelle  qui contenait à l'origine, entre autres choses, un buste d'Elvis. Moins de quatre mois après son installation, la voiture a été vandalisée et le buste d'Elvis ainsi que les plaques d'immatriculation californiennes du véhicule ont été volés. Afin d'éviter tout autre acte de vandalisme, la voiture a été remplie de béton.